# Marnäs, Falu kommun
Marnäs är en by i Envikens socken, Falu kommun. Byn ligger i det sydvästra hörnet av Envikens socken. Från 2015 avgränsar SCB här en småort.
I byn finns också en gammal dansbana av sextiotalstyp, nu i något förfallet skick. 2012 finns dansbanan ej längre att beskåda, scenen och en korvkiosk står dock fortfarande kvar. Det finns dock nu (2022) en grupp som arbetar för att kunna få tillbaka dansbanan i det skick den hade på sextiotalet.
I berättelsen om Gustav Vasas öden och äventyr i Dalarna utspelade sig "dramatiska händelser" utspelade sig här på 1520-talet när Gustav Vasa flydde undan den danske kungen Kristian II.